# Аллахвердиева, Наиба Сиявуш кызы
Наиба Сиявуш кызы Аллахвердиева (азерб. Naibə Səyavuş qızı Allahverdiyeva, род. 28 мая 1963, город Тбилиси) — советская и азербайджанская актриса, театральный деятель, народная артистка Азербайджанской Республики (2018).

## Биография
Родилась Наиба Сиявуш кызы Аллахвердиева 28 мая 1963 года в городе Тбилиси Грузинской ССР в многодетной семье. У неё четыре брата и две сестры.
Поступила на обучение на актёрский факультет Азербайджанского государственного университета культуры и искусств и успешно окончила его. Там её актерскому мастерству и сценической речи в течение четырех лет обучали такие известные театральные деятели, как Фуад и Замина Гаджиевы, Аламдар Гулузаде, Микаил Мирза. Актриса с высшим образованием была направлена на работу в Нахичеванский государственный музыкально-драматический театр. С первого же дня театральной деятельности молодой актрисе доверили главную роль Алины в спектакле Дударева «Астана». Затем она сыграла Сару в спектакле «Унесенные потоками» и герцогиню в «Смеющимся человеке». Актриса, которая за короткое время стала основной в репертуаре театра, за три года сыграла множество ролей на сцене этого учреждения.
С 1994 года работает актрисой в театре юного зрителя. Первая роль в этом театре была роль Назлы в спектакле «Он и я, и это» (режиссер Агахан Салманлы).
Своими образами Аллахвердиева очень быстро завоевала признание зрителей и театралов. Лучшими её ролями считаются: Амирли «Бала от слова бала» Биби, т. Сафура в спектакле Кязымова «Магия голоса», Хатун в спектакле Гасанзаде «Пещера», т. Мунаввар в спектакле Велиевой «Мой белый голубь», роль Чимназ в спектакле Рустама «Чимназ ханым спит» и другие.
Аллахвердиева снималась и в художественных, а также в телевизионных фильмах. Зрительские симпатии актрисе принесли роли Риты в фильме «Чёрная Волга», Кеврии в фильме «Приговор любви». В России она снялась в фильме "Курьер из «Рая» в постановке режиссера Михаила Хлебородова.
Творчество талантливой актрисы было высоко оценено. В 2000 году она была удостоена почетного звания Заслуженной артистки Азербайджанской Республики, а в 2018 году стала народной артисткой Азербайджанской Республики.

## Награды и премии
- Народный артист Азербайджанской Республики — 2018,
- Заслуженный артист Азербайджанской Республики — 2000.
- Президентская премия — 2012, ежегодно с 2014 по 2021.

## Фильмография
- Роль в фильме "Сурейя",
- Маргарита в фильме "Чёрная Волга",
- Роль в фильме "Бомба",
- Роль в фильме "Прощай южный город",